# Hymn do Życia
Hymn do życia (niem. Hymnus an das Leben) – utwór skomponowany przez Fryderyka Nietzschego do tekstu Lou Andreas-Salomé, opracowany na chór i orkiestrę przez Heinricha Köselitza.

## Historia powstania utworu
W latach 1872–1875 Nietzsche pracował nad Hymnem do przyjaźni (niem. Hymnus an die Freundschaft), kompozycji na fortepian na cztery ręce. Pomysł na utwór miał zrodzić się z jego przyjaźni z Franzem Overbeckiem, z którym, gdy mieszkali razem w Baumannshöhle w Bazylei, Nietzsche zwykł grać na fortepianie. Hymn był wielokrotnie poprawiany.
W 1882 roku Nietzsche zakochał się w Lou Andreas-Salomé, która napisała poemat Modlitwa do życia (niem. Gebet an das Leben). Tekst wywarł wrażenie na Nietzschego, w którym to miał dostrzec własną filozofię. Po rozstaniu z Lou, Nietzsche zaadaptował tekst do melodii swojego hymnu. W 1884 roku przekazał melodię z tekstem swojemu przyjacielowi Heinrichowi Köselitzowi (Peter Gast), który zaaranżował utwór na chór mieszany i orkiestrę. Partytura została wydana w 1887 roku jako Hymn do życia (niem. Hymnus an das Leben). Tego samego roku Nietzsche przesłał partyturę do znajomych i dyrygentów muzycznych z nadzieją, że utwór będzie grany publiczne, aby „uwieść ludzi moją filozofią”.

## Tekst
Tekst hymnu pierwotnie nosił tytuł Modlitwa do życia. Nietzsche dostosował tekst Lou do swojej melodii. Fragment hymnu w tłumaczeniu Wandy Markowskiej:
Tysiące lat, by myśleć, żyć,
Pełnych po brzegi treści rzuć mi dziś!
Gdy szczęścia dla mnie nie masz już,

Więc dobrze, ból mi w darze złóż.